# Équipe cycliste CIC U Nantes
L'équipe cycliste CIC U Nantes est une équipe cycliste française fondée en 2022 et évoluant au niveau continental. Elle est la section professionnelle du club de l'UC Nantes Atlantique, créé en 1909.

## Principales victoires

### Courses d'un jour
- Grand Prix de Plouay : 2024 (Pierre-Henry Basset)

### Courses par étapes
- Tour d'Eure-et-Loir : 2023 (Noa Isidore)

### Championnats nationaux
- Championnats du Danemark sur route : 1
  - Course en ligne espoirs : 2023 (Rasmus Søjberg Pedersen)

## Classements UCI
L'équipe participe aux épreuves des circuits continentaux et en particulier de l'UCI Europe Tour. Les tableaux ci-dessous présentent les classements de l'équipe sur les différents circuits, ainsi que son meilleur coureur au classement individuel.
UCI Europe Tour
| UCI Europe Tour | UCI Europe Tour        | UCI Europe Tour                           | UCI Europe Tour |
| Année           | Classement par équipes | Meilleur coureur au classement individuel |                 |
| --------------- | ---------------------- | ----------------------------------------- | --------------- |
| 2022            | 42e                    | Emmanuel Morin (308e)                     |                 |
| 2023            | 29e                    | -                                         |                 |
|                 |                        |                                           |                 |
| Source : UCI    |                        |                                           |                 |

L'équipe est également classée au Classement mondial UCI qui prend en compte toutes les épreuves UCI et concerne toutes les équipes UCI.
| Classement mondial | Classement mondial     | Classement mondial                        | Classement mondial |
| Année              | Classement par équipes | Meilleur coureur au classement individuel |                    |
| ------------------ | ---------------------- | ----------------------------------------- | ------------------ |
| 2022               | 71e                    | Emmanuel Morin (382e)                     |                    |
| 2023               | 57e                    | Jordan Jegat (430e)                       |                    |
| 2024               | -                      | Clément Braz Afonso (503e)                |                    |
|                    |                        |                                           |                    |
| Source : UCI       |                        |                                           |                    |

## CIC U Nantes en 2025
Effectif
| Effectif 2025            | Effectif 2025     | Effectif 2025 | Effectif 2025                           |
| Cycliste                 | Date de naissance | Pays          | Équipe précédente                       |
| ------------------------ | ----------------- | ------------- | --------------------------------------- |
| Ronan Augé               | 29 avril 2004     | France        | Équipe continentale Groupama-FDJ (2024) |
| Joris Chaussinand        | 26 février 2002   | France        | Bourg-en-Bresse Ain Cyclisme (2024)     |
| Corentin Devroute        | 8 octobre 2003    | France        | SCO Dijon (2024)                        |
| Justin Ducret            | 8 mars 1998       | France        | SCO Dijon (2024)                        |
| Maël Guégan              | 19 janvier 1998   | France        | Sojasun espoir-ACNC (2020)              |
| Similien Hamon           | 11 septembre 2006 | France        |                                         |
| Antoine Hue              | 17 décembre 2004  | France        | VC Pays de Loudéac (2023)               |
| Yaël Joalland            | 20 septembre 2000 | France        | Club Cycliste d'Étupes (2021)           |
| Matisse Julien           | 21 janvier 2003   | Canada        | Team Ecoflo Chronos (2023)              |
| Lenaïc Langella          | 14 juin 2004      | France        | VC Rouen 76 (2024)                      |
| Axel Mariault            | 7 juin 1998       | France        | Cofidis (2024)                          |
|                          |                   |               |                                         |
| Source : ProCyclingStats |                   |               |                                         |

## Anciens coureurs
- Bryan Alaphilippe
- Franck Charrier
- Arnaud Courteille
- Michael O'Loughlin
- Joel Pearson
- Willy Roseau
- Fabien Schmidt
- Anthony Vignes
- Lorrenzo Manzin
- Polychrónis Tzortzákis
- Valentin Madouas
- Mikaël Chérel
- Anthony Ravard
- Damien Ridel
- Killian Gesnouin
- Victor Bohal
- Mathias Caudal
- Quentin Guicheteau
- Florian Rapiteau